# Aprenentatge de característiques geomètriques
L'aprenentatge de característiques geomètriques és una tècnica que combina l'aprenentatge automàtic i la visió per ordinador per resoldre tasques visuals. L'objectiu principal d'aquest mètode és trobar un conjunt de característiques representatives de la forma geomètrica per representar un objecte recollint característiques geomètriques d'imatges i aprenent-les mitjançant mètodes eficients d'aprenentatge automàtic. Els humans resolen tasques visuals i poden donar una resposta ràpida a l'entorn extraient informació perceptiva del que veuen. Els investigadors simulen la capacitat dels humans de reconèixer objectes per resoldre problemes de visió per ordinador. Per exemple, M. Mata et al. (2002) van aplicar tècniques d'aprenentatge de característiques a les tasques de navegació del robot mòbil per tal d'evitar obstacles. Van utilitzar algorismes genètics per aprendre característiques i reconèixer objectes (figures). Els mètodes d'aprenentatge de característiques geomètriques no només poden resoldre problemes de reconeixement sinó que també poden predir accions posteriors mitjançant l'anàlisi d'un conjunt d'imatges sensorials d'entrada seqüencial, normalment algunes característiques d'extracció d'imatges. A través de l'aprenentatge, es donen algunes hipòtesis de la següent acció i segons la probabilitat de cada hipòtesi donen una acció més probable. Aquesta tècnica és molt utilitzada en l'àmbit de la intel·ligència artificial.

## Introducció
Els mètodes d'aprenentatge de característiques geomètriques extreuen característiques geomètriques distintives de les imatges. Les característiques geomètriques són característiques d'objectes construïts per un conjunt d'elements geomètrics com punts, línies, corbes o superfícies. Aquestes característiques poden ser característiques de cantonada, característiques de vora, taques, crestes, textura de la imatge de punts destacats, etc., que es poden detectar mitjançant mètodes de detecció de característiques.

### Característiques geomètriques
Característiques primitives
- Cantonades: les cantonades són una característica molt simple però significativa dels objectes. Especialment, els objectes complexos solen tenir diferents característiques de cantonada entre si. Les cantonades d'un objecte es poden extreure mitjançant la detecció de cantonades. Cho i Dunn van utilitzar una manera diferent de definir una cantonada per la distància i l'angle entre dos segments de línia recta. Aquesta és una nova manera de definir les característiques com una composició parametritzada de diversos components.
- Vores: les vores són característiques de l'estructura unidimensional d'una imatge. Representen el límit de diferents regions de la imatge. El contorn d'un objecte es pot detectar fàcilment trobant la vora utilitzant la tècnica de detecció de vora.
- Taques: les taques representen regions d'imatges, que es poden detectar mitjançant el mètode de detecció de taques.
- Crestes: des d'un punt de vista pràctic, una cresta es pot pensar com una corba unidimensional que representa un eix de simetria. Mètode de detecció de crestes: vegeu detecció de crestes
- punts destacats: vegeu el detector de rellevància Kadir-Brady
- textura de la imatge

Característiques compostes
* Composició geomètrica
La característica de component geomètric és una combinació de diverses característiques primitives i sempre consta de més de 2 característiques primitives com ara vores, cantonades o taques. L'extracció del vector de característiques geomètriques a la ubicació x es pot calcular segons el punt de referència, que es mostra a continuació:
{\displaystyle \textstyle \ x_{i}=x_{i-1}+\sigma _{i-1}d_{i}{\begin{bmatrix}\cos(\theta _{i-1}+\phi _{i})\\\sin(\theta _{i-1}+\phi _{i})\end{bmatrix}}}
{\displaystyle \textstyle \ \theta _{i}=\theta _{i-1}+\Delta \theta _{i}}
{\displaystyle \textstyle \ \sigma _{i}=\sigma _{i-1}\Delta \sigma _{i}}
x significa la ubicació de la ubicació de les característiques, {\displaystyle \textstyle \theta } significa l'orientació, {\displaystyle \textstyle \sigma } significa l'escala intrínseca.
- Composició booleana

La característica composta booleana consta de dues subcaracterístiques que poden ser característiques primitives o característiques compostes. Hi ha dos tipus de característiques booleanes: característiques conjuntives el valor de la qual és el producte de dues sub-característiques i característiques disjuntives el valor de les quals és el màxim de les dues sub-característiques.

### Espai de característiques
L'espai de característiques es va considerar primer a l'àrea de visió per ordinador per Segen. Va utilitzar gràfics multinivells per representar les relacions geomètriques de les característiques locals.

### Algorismes d'aprenentatge
Hi ha molts algorismes d'aprenentatge que es poden aplicar per aprendre a trobar característiques distintives dels objectes en una imatge. L'aprenentatge pot ser incremental, és a dir, que les classes d'objectes es poden afegir en qualsevol moment.

### Mètodes d'extracció de característiques geomètriques
- Detecció de cantonades
- Ajust de corba
- Detecció de vora
- Extracció d'estructura global
- Característiques histogrames
- Detecció de línies
- Etiquetatge de components connectats
- Textura de la imatge
- Estimació del moviment[3]

## Aplicacions
- Aprenentatge de punts de referència per a la navegació topològica
- Simulació del procés de detecció d'objectes del comportament de la visió humana
- Aprenentatge d'accions autogenerades
- Seguiment de vehicles[4]